# Paepalanthus vellozioides
Paepalanthus vellozioides är en gräsväxtart som beskrevs av Friedrich August Körnicke. Paepalanthus vellozioides ingår i släktet Paepalanthus och familjen Eriocaulaceae. Inga underarter finns listade i Catalogue of Life.